# Gemini 8
Gemini 8 (officiellement Gemini VIII) est la sixième mission habitée du programme Gemini et la douzième mission spatiale habitée américaine. La mission  Gemini 8 est lancée le 16 mars 1966 avec à son bord  Neil Armstrong, commandant de la mission, et David Scott. Les deux objectifs principaux de la mission sont d'une part de réaliser un rendez-vous spatial et de  s'amarrer à un engin spatial cible Agena et d'autre part d'effectuer une sortie extravéhiculaire avec l'AMU (Automatically Maneuvering Unit), un prototype du Manned Maneuvering Unit (MMU). Les astronautes doivent également réaliser dix expériences scientifiques, technologiques et médicales.
Quelques heures après le lancement, à la suite de plusieurs manœuvres destinées à modifier l'orbite du vaisseau, Armstrong parvient à amarrer celui-ci à l'étage Agena. Mais une fois cette opération réalisée l'ensemble se met à tournoyer. L'équipage largue alors l'étage Agena mais la vitesse de rotation s'accroit atteignant presque un tour par seconde. Armstrong ne parvient à stopper le mouvement de rotation qu'en utilisant le système de contrôle d'attitude normalement réservé à la phase de retour sur Terre. Le recours à ce système qui laisse l'équipage sans solution de secours en cas d'une nouvelle défaillance impose l'interruption immédiate de la mission. La rentrée atmosphérique est déclenchée et l'équipage parvient à poser le vaisseau près d'un site de récupération secondaire dans l'Océan Pacifique. Malgré l'incident ayant interrompu la mission, celle-ci a permis  de remplir l'objectif principal (amarrage entre deux vaisseaux) qui constitue l'une des raisons d'être du programme Gemini. Au cours de la mission Gemini 8 d'une durée de 11 heures (au lieu de trois jours et demi), le vaisseau a bouclé 7 orbites.On découvrira au sol que la valve permettant d'interrompre l'alimentation en ergols s'est bloquée en position ouverte à la suite d'un court-circuit électrique.

## Contexte

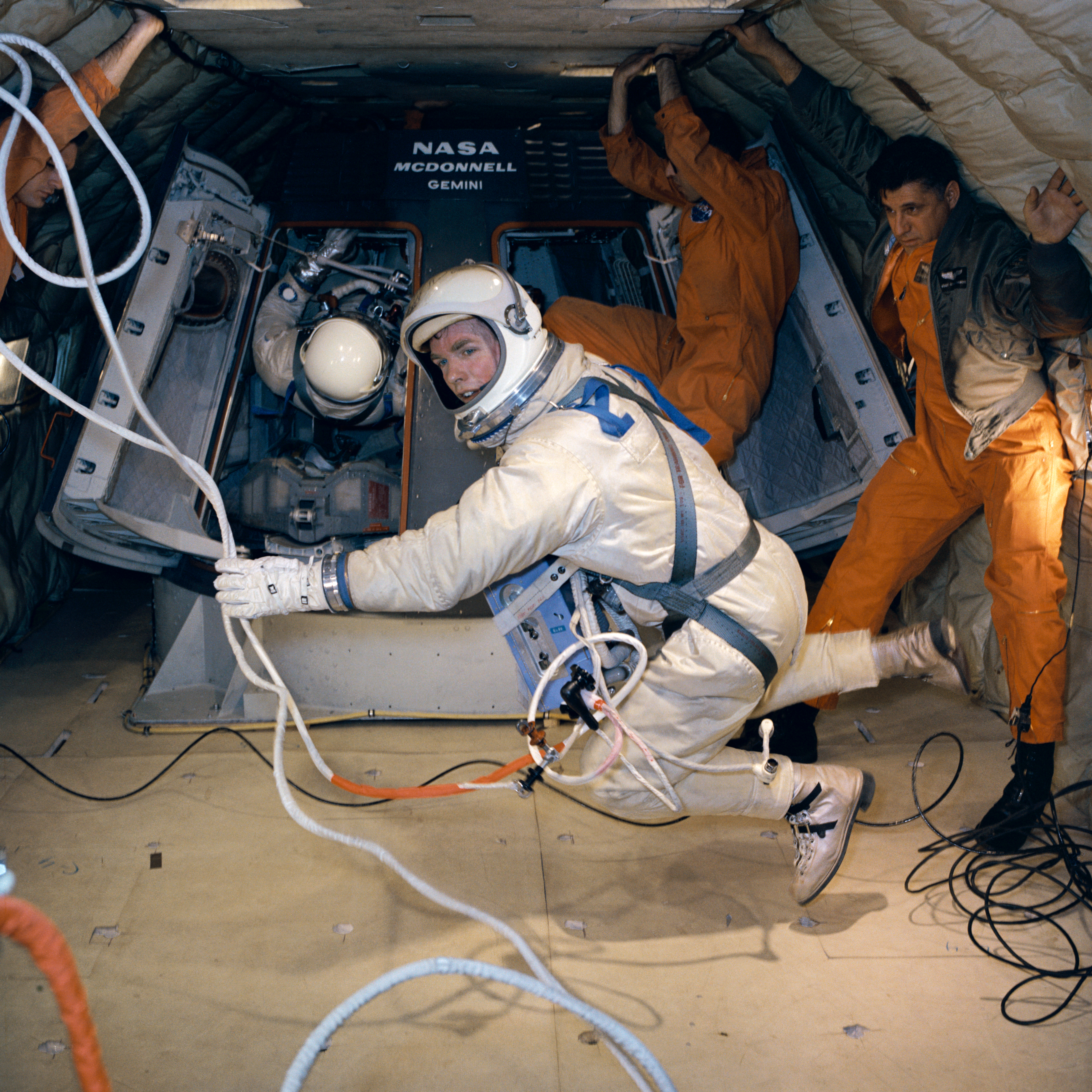
Scott (au premier plan) et Armstrong lors d'un entrainement en apesanteur durant un vol parabolique à bord d'un avion KC-135 de l'US Air Force.

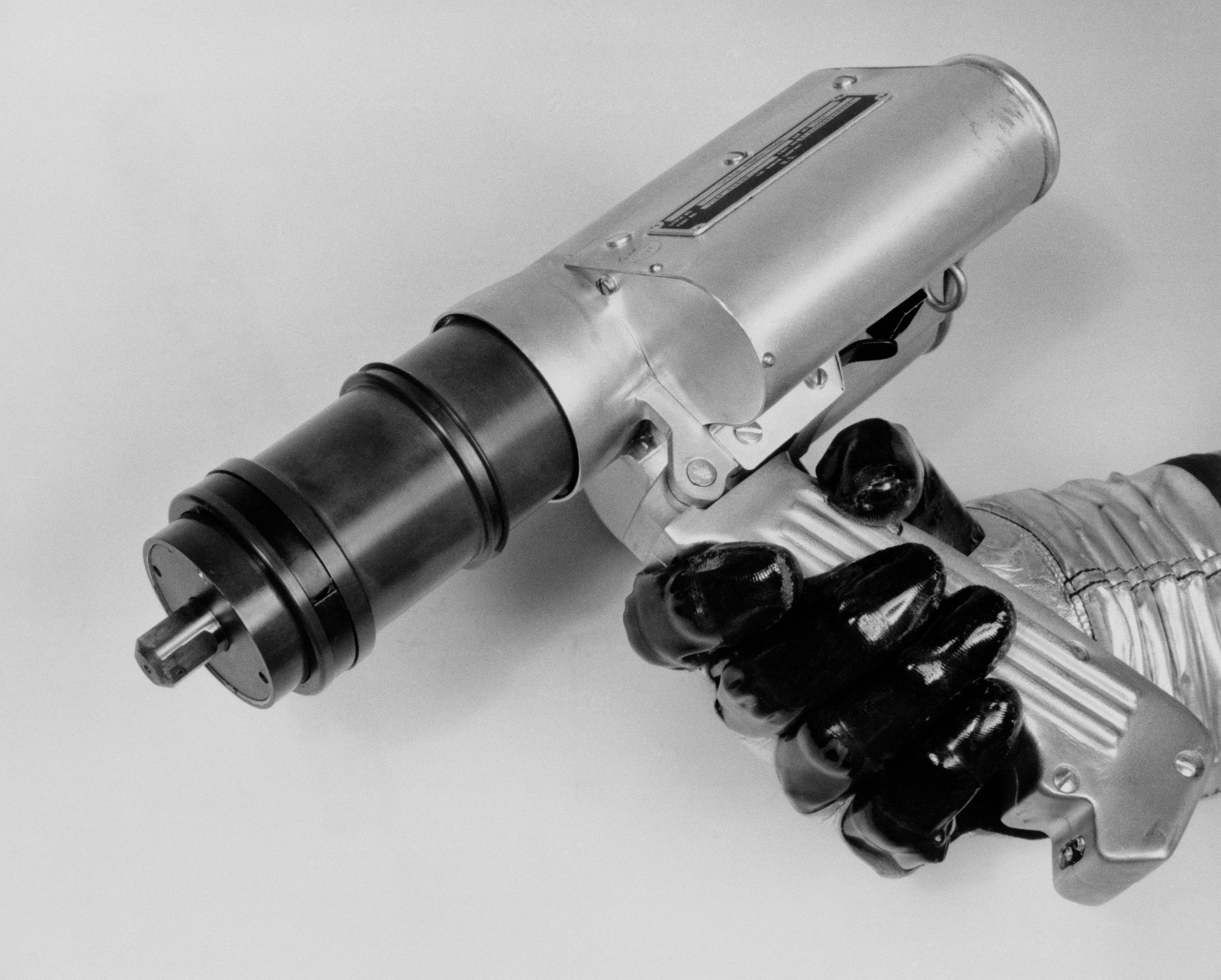
Pistolet éjectant du fréon qui devait être utilisé pour les déplacements lors de la sortie extra-véhiculaire programmée.

### Première d'une série de missions complexes du programme Gemini
Gemini 8 est la sixième mission habitée du programme Gemini, développé par l'agence spatiale américaine (NASA), dont l'objectif général est de mettre au point des techniques spatiales qui seront mises en œuvre par le très ambitieux programme Apollo qui doit amener des hommes à la surface de la Lune. C'est également la douzième mission spatiale habitée des États-Unis. Fin 1965, alors que les préparatifs de la mission débutent, sept missions du programme Gemini ont été menées à bien dont cinq avec un équipage et elles toutes permis à l'agence spatiale de maitriser de nouvelles techniques de manœuvres spatiales. Mais les missions à venir sont beaucoup plus complexes : leur objectif est d'acquérir la maitrise des techniques d'amarrage, de rendez-vous avec deux engins spatiaux distincts au cours de la même mission et de modification d'orbite avec une forte variation de l'altitude. Toutes ces techniques sont indispensables pour mener à bien les missions Apollo. Mais l'objectif est également de former un corps d'astronautes expérimentés et de peaufiner les procédures de suivi au sol des missions complexes.

### Un étage cible Agena en difficulté
Fin 1965 le programme Gemini est confronté à plusieurs difficultés. L'étage Agena, qui doit servir de cible d'amarrage pour les missions suivantes, rencontre des problèmes de mise au point du fait l'explosion en vol de l'exemplaire numéro 2 le 25 octobre 1965. Les ingénieurs de son constructeur Lockheed, parviennent à remonter aux sources de cet incident en analysant les télémesures transmises par la fusée avant sa destruction. Celle-ci est la conséquence d'une modification du mode d'alimentation du moteur-fusée introduite pour permettre d'économiser la consommation du comburant dans le but de pouvoir rallumer quatre fois le moteur au lieu des deux fois prévues dans la version d'origine de l'étage Agena. Pour répondre à cette nouvelle spécification, au démarrage, le carburant est introduit dans la chambre de combustion avant le comburant alors que jusque là c'était l'inverse. Cette procédure aboutit à une accumulation excessive de carburant créant immédiatement après la mise à feu des oscillations et des dégâts mécaniques aboutissant à l'extinction du moteur puis à l'explosion du réservoir de carburant du fait d'une surpression déclenchée par une cascade d'événements. Les corrections sont apportées par la société Bell (le constructeur du moteur-fusée) à la procédure d'alimentation. Mais en parallèle la NASA décide de développer une solution (l'ATDA) permettant de remplacer l'Agena et pouvant être développée rapidement et à moindre cout tout en mettant la pression sur le fournisseur de l'étage Agena. L'ATDA est constitué en réunissant deux éléments préexistants : la pièce d'amarrage installée sur les Agena et la courte section  du module de rentrée du vaisseau Gemini contenant les moteurs de contrôle d'attitude (Reentry Control System  section). Les ingénieurs de Lockheed, après une série de déconvenues, parviennent à qualifier juste à temps les modifications apportées au moteur-fusée de l'Agena dans une chambre à vide reconstituant l'environnement à des altitudes voisinant les 30 kilomètres.

### Une sortie extravéhiculaire plus ambitieuse
La sortie extravéhiculaire réalisée par White au cours de la mission Gemini IV avait été une première américaine spectaculaire mais n'avait pas vraiment permis d'étudier les capacités opérationnelles d'un astronaute travaillant en apesanteur tout en étant engoncé dans une combinaison spatiale : White s'était contenté de sortir du vaisseau Gemini et d'observer l'espace de manière passive en se déplaçant avec un pistolet éjectant du gaz comprimé. La sortie extravéhiculaire au programme de la mission Gemini 8 est beaucoup plus ambitieuse. Au cours de celle-ci Scott doit aller s'équiper d'un sac à dos, l'ELSS (Extravehicular Life Support System), stocké à l'extérieur du vaisseau Gemini au niveau de l'adaptateur. L'ELSS dispose d'une réservoir d'oxygène permettant à l'astronaute de ne plus dépendre de l'alimentation fournie par le cordon ombilical le reliant au vaisseau, d'une radio et d'un réservoir de 8 kilogrammes de fréon alimentant un pistolet permettant à l'astronaute de se déplacer dans l'espace. Une fois devenu autonome l'astronaute dispose d'une rallonge lui permettant de s'éloigner de 30 mètres du vaisseau tout en restant attaché à celui-ci. Pour s'entrainer à s'équiper de l'ELSS en apesanteur, Scott effectue 300 vols paraboliques et passe près de 20 heures dans une soufflerie permettant de reproduire le vol en chute libre.

## Objectifs de la mission

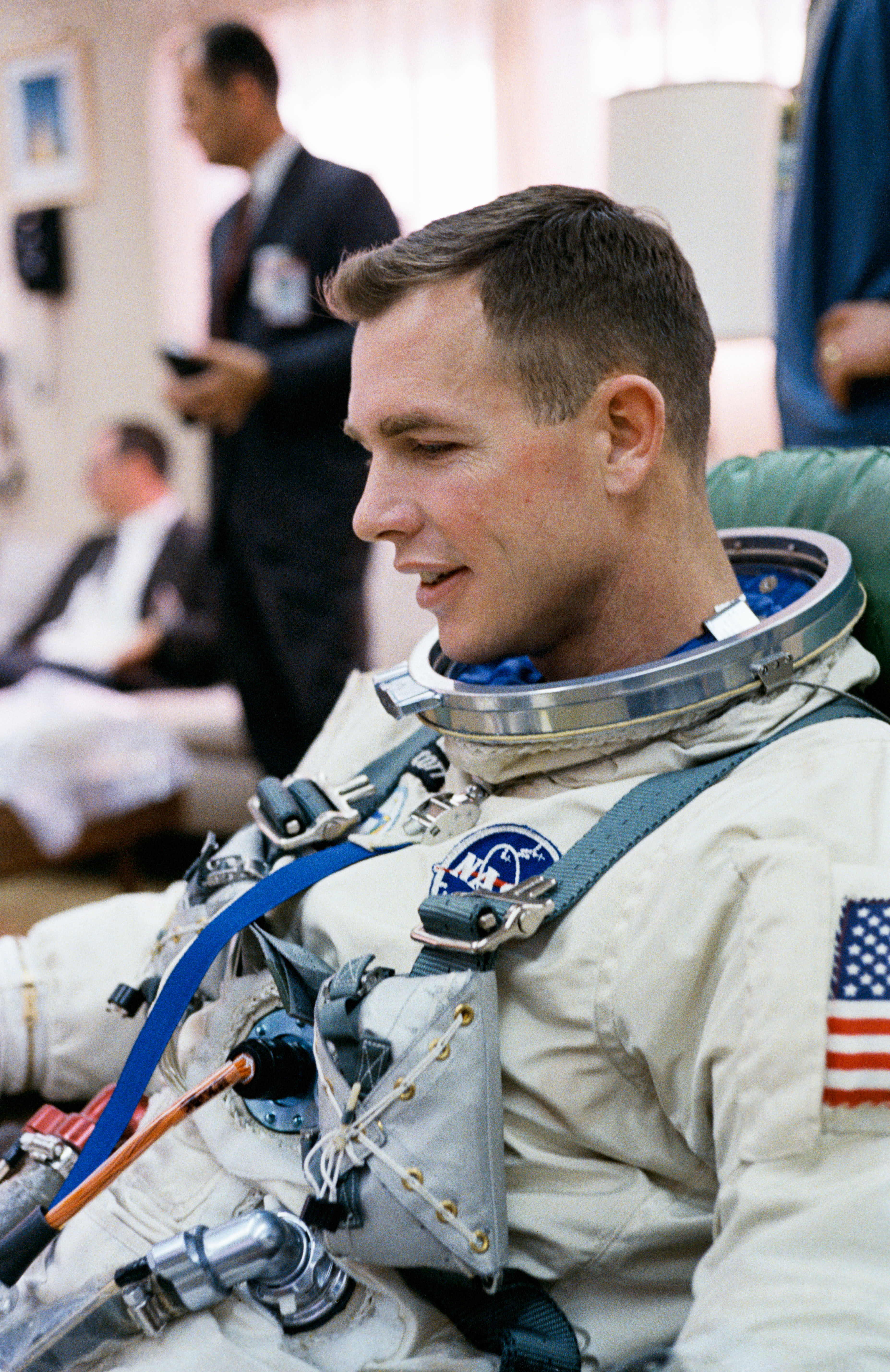
Scott dans sa combinaison spatiale se détend peu avant le lancement.

Le déroulement et les objectifs de la mission sont progressivement mis au point à compter de l'été 1965. La manœuvre de rendez-vous entre le vaisseau Gemini et l'étage Agena est positionnée lors de la quatrième orbite du vaisseau bien qu'une manœuvre plus précoce (deuxième orbite) ait été étudiée puis écartée car dépassant le capacités de l'équipe du contrôle au sol. De même l'utilisation de l'étage Agena accouplé au vaisseau Gemini pour élever l'orbite est également rejetée car l'étage Agena n'est pas considéré comme assez fiable. La durée de la mission est limitée à deux jours pour ne pas solliciter trop les piles à combustible fournissant l'énergie électrique dont la fiabilité ne s'est améliorée que récemment. Il est envisagé d'imposer qu'un astronaute reste éveillé lorsque l'autre dort pour parer à tout incident, une procédure que les astronautes ne souhaitent pas voir appliquée. Les responsables du centre de contrôle repousse cette suggestion déjà abordée lors des missions précédentes en précisant que malgré les discontinuités dans la couverture des vols, aucun incident ne nécessite d'imposer une telle contrainte.
Les objectifs principaux de la mission Gemini 8 sont la réalisation d'un rendez-vous spatial avec quatre tests d'amarrage au vaisseau cible Agena et la réalisation d'une sortie extra-véhiculaire avec utilisation de l'AMU. Les objectifs secondaires sont la modification de l'altitude de l'orbite de l'étage Agena (amarré au vaisseau Gemini) en la portant à 410 kilomètres, la réalisation d'un deuxième rendez-vous avec l'étage Agena, l'évaluation de certains équipements du vaisseau Gemini (enregistreur sur bande magnétique de secours), une démonstration de rentrée atmosphérique contrôlée et la réalisation de dix expériences scientifiques, technologiques et médicales. Parmi ces dernières figurent l'évaluation d'une tâche consistant à dévisser six écrous à l'aide d'un outil puis de les revisser dans le but de comparer la pénibilité de cette tâche en apesanteur avec la même opération réalisée au sol

## Équipage

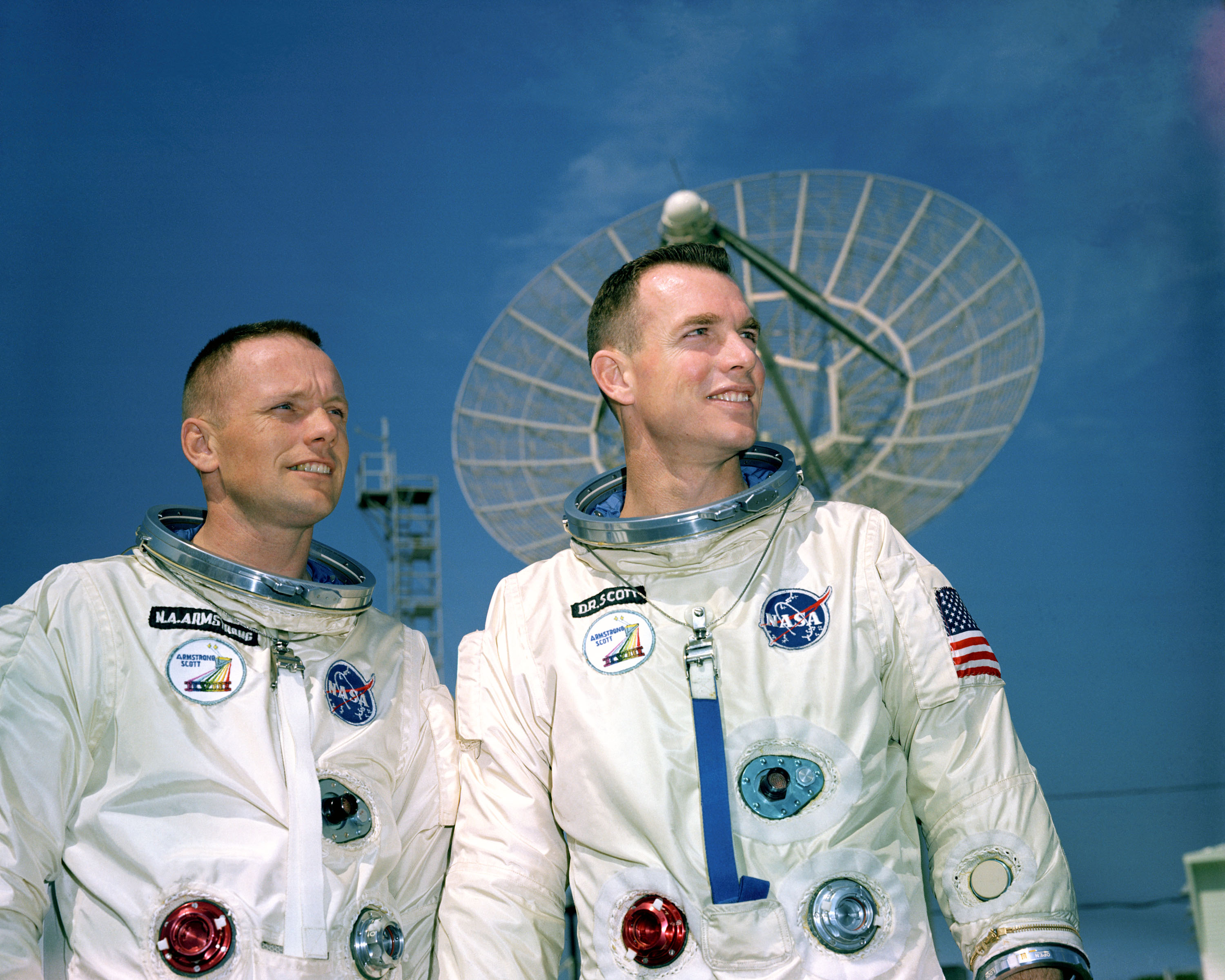
Neil Armstrong et David Scott durant une session photo au Kennedy Space Center.

La composition de l'équipage est annoncée fin septembre 1965 soit six mois avant la date prévue du vol. Le commandant de la mission est Neil Armstrong, le seul civil de sa promotion d'astronautes, qui a fait ses armes en tant pilote d'essais de l'avion-fusée X-15 et faisait partie de l'équipage de réserve de la mission Gemini V. Le deuxième membre de l'équipage est David Scott. L'équipage de réserve est constitué de Charles Conrad, commandant de bord et qui faisait partie comme Armstrong de l'équipage de réserve de Gemini 5, et Richard Gordon. Aucun de ces astronautes n'a jusque là volé.

## Déroulement du vol

Lancement de l'étage Agena par une fusée Atlas.
Lancement du vaisseau  Gemini 8 par une fusée Titan 2.
- Film de la NASA sur la mission Gemini 8.

Le vol est programmé pour mars 1966 pour une durée de trois jours. La réalisation d'un rendez-vous spatial avec amarrage au vaisseau cible Agena est conditionnée par la qualification du lanceur Atlas de ce dernier car un exemplaire de cette fusée a explosé lors d'un précédent lancement le 25 octobre 1965. Prévu pour le 15 mars, le lancement est reporté au 16 mars à cause de fuites de carburant dans la fusée Atlas-Agena et de fuites dans le circuit d'oxygène des astronautes.

### Lancement et amarrage à l'étage Agena
La mission débute de manière conforme à ce qui était prévu. L'étage Agena (désigné par l'acronyme GATV-8 Gemini Agena target vehicle) qui doit servir de cible pour la manœuvre de rendez-vous est placé le 16 mars sur une orbite circulaire de 298 kilomètres. S'étant assuré que l'étage Agena est cette fois là bien positionné sur l'orbite prévue, les contrôleurs au sol font décoller trois heures et  41 minutes plus tard la fusée Titan II porteuse du vaisseau Gemini, avec à son bord Armstrong et Scott depuis le complexe de lancement 16 de Cape Canaveral (Floride). Le vaisseau est placé sur une orbite elliptique de 160 x 272 kilomètres. Grace à un minutage précis du moment du décollage, le vaisseau se trouve dans le même plan orbital que sa cible, derrière celle-ci et à une distance de 1 963 kilomètres. Pour rallier l'étage Agena, les astronautes effectuent neuf modifications de trajectoire qui les tiennent largement occupés et ils doivent fréquemment interrompre le repas, qu'ils ont tardé à prendre, pour réaliser les différentes opérations nécessaires. A plusieurs reprises ils ont du mal à évaluer les changements apportés à leur orbite par les courtes phases propulsives et le contrôle au sol doit leur fournir les ajustements à apporter. Alors que le vaisseau se trouve encore à 332 kilomètres de l'étage Agena, le radar embarqué parvient à le détecter. Le premier contact visuel avec la cible, dont l'enveloppe métallique réfléchit fortement la lumière, est établi alors qu'elle se trouve à 140 kilomètres. Cinq heures après le décollage, alors que le vaisseau boucle sa cinquième orbite, Armstrong parvient à stabiliser son vaisseau à 45 mètres de l'étage Agena. Durant un peu plus d'une demi-heure, Armstrong maintient son vaisseau à une distance constante de celui-ci et Scott vérifie visuellement l'état de cette dernière notamment les antennes qui devaient être déployées et les feux de position qui devaient être allumés pour la manœuvre d'amarrage. Après avoir vérifié la stabilité de l'étage Agena, Armstrong entame les dernières manœuvres : parvenu à moins d'un mètre de sa cible et après avoir reçu un feu vert du centre de contrôle il s'avance à une vitesse relative de 8 centimètres par seconde jusqu'à l'amarrage qu'il annonce quelques secondes plus tard, déclenchant un tonnerre d'applaudissements dans le centre de contrôle à Houston. Pour la première fois depuis le début de l'ère spatiale deux vaisseaux se sont amarrés dans l'espace. Un moteur électrique à bord de l'étage Agena rétracte le cone et tire le nez du vaisseau Gemini sur 60 centimètres de manière à établir une connexion électrique entre les deux engins spatiaux,.

Films des manoeuvres du vaisseau Gemini avec l'étage Agena
Évolution du vaisseau Gemini peu avant son amarrage avec l'étage Agena.
Amarrage du vaisseau Gemini 8 à l'étage Agena.
Gemini 8 en rotation rapide largue l'amarrage avec l'étage Agena.

### Interruption de la mission
La suite du programme impliquait d'utiliser l'étage Agena pour modifier l'attitude des deux engins spatiaux accouplés. Le système de contrôle d'attitude de l'étage Agena était conçu de telle manière qu'il puisse être commandé au choix par Houston ou par l'équipage de Gemini 8. Mais les contrôleurs au sol avaient quelques doutes sur la fiabilité de l'étage Agena car ils avaient eu auparavant des difficultés pour vérifier les commandes transmises à celui-ci. Aussi Lovell, qui est chargé au sol de la liaison avec l'équipage au cours de cette phase de la mission, indique à l'équipage que, si le système de contrôle d'attitude de l'Agena se met à dysfonctionner, ils doivent le désactiver et reprendre le contrôle avec le système de leur vaisseau. Immédiatement après cet échange le vaisseau entre dans une zone de black-out des communications.
Conformément au plan prévu, Scott envoie une commande au système de contrôle d'attitude de l'étage Agena pour que celui-ci fasse pivoter les deux engins de 90 degrés vers la droite. Quelques secondes plus tard il constate sur ses instruments un déplacement anormal : le vaisseau est pris d'un mouvement de roulis qui porte l'inclinaison à 30 degrés au moment de son observation. Armstrong utilise la propulsion du vaisseau Gemini pour arrêter le mouvement de rotation mais celui-ci reprend peu après. Prenant en compte les avertissements du centre de contrôle, Scott désengage le système de contrôle d'attitude de l'étage Agena et le mouvement de rotation s'interrompt. Le problème semble réglé et quatre minutes plus tard Armstrong  utilise la propulsion du vaisseau Gemini pour tenter de rétablir l'orientation des deux engins spatiaux. Immédiatement le mouvement de roulis reprend et la vitesse de rotation s'accroit de manière constante.
Armstrong tente de stabiliser la rotation en utilisant les propulseurs de son vaisseau mais sans succès et la quantité d'ergols restant dans les réservoirs chute bientôt à 30%. Les deux astronautes tentent d'interrompre le phénomène en agissant sur différents interrupteurs mais rien n'y fait. Aucune simulation au sol ne les avait préparé à un tel incident. Ne pouvant détecter son origine ils décident de larguer le vaisseau Agena. Les commandes de celui-ci sont transférées au contrôle au sol (si cela n'avait pas été fait le centre de contrôle aurait perdu par la suite le contrôle de l'étage), Armstrong stabilise temporairement la rotation, Scott bascule l'interrupteur qui ouvre les verrous du système d'amarrage et Armstrong commande une forte poussée des moteurs pour désengager le vaisseau Gemini. Immédiatement après la séparation des deux engins spatiaux, il devient évident que la source du problème se situe au niveau du vaisseau Gemini : celui-ci se met à tournoyer encore plus rapidement qu'avant la séparation.
Au moment de ces faits, Gemini 8 survole une station embarquée à bord du navire Coastal Sentry et l'équipage signale qu'il a un sérieux problèmes de roulis qu'il ne parvient pas à maitriser. La vitesse de rotation en constante accélération atteint un tour par seconde et les astronautes, au bord de l'évanouissement, ont désormais du mal à lire les indications sur les cadrans. Les ergols du système de propulsion principal (OAMS) sont sans doute pratiquement épuisés. Les astronautes décident en dernier recours d'utiliser le système de contrôle d'attitude dont l'usage est réservé à la phase de rentrée atmosphérique (c'est un système complètement distinct) pour stopper le mouvement de rotation. Malgré le mouvement de rotation rapide Armstrong parvient à basculer le minuscule interrupteur situé au dessus de sa tête et à commander une poussée avec son stick permettant d'annuler le mouvement de rotation. Dans un premier temps il n'obtient aucun résultat puis après avoir manipulé plusieurs interrupteurs Armstrong parvient à reprendre le contrôle du vaisseau et à arrêter la rotation. L'astronaute rallume alors brièvement le système de propulsion principal (OAMS) ce qui lui permet d'identifier la source du problème : le système d'alimentation du moteur-fusée numéro 8 est bloqué en position ouverte,.

### Retour sur Terre

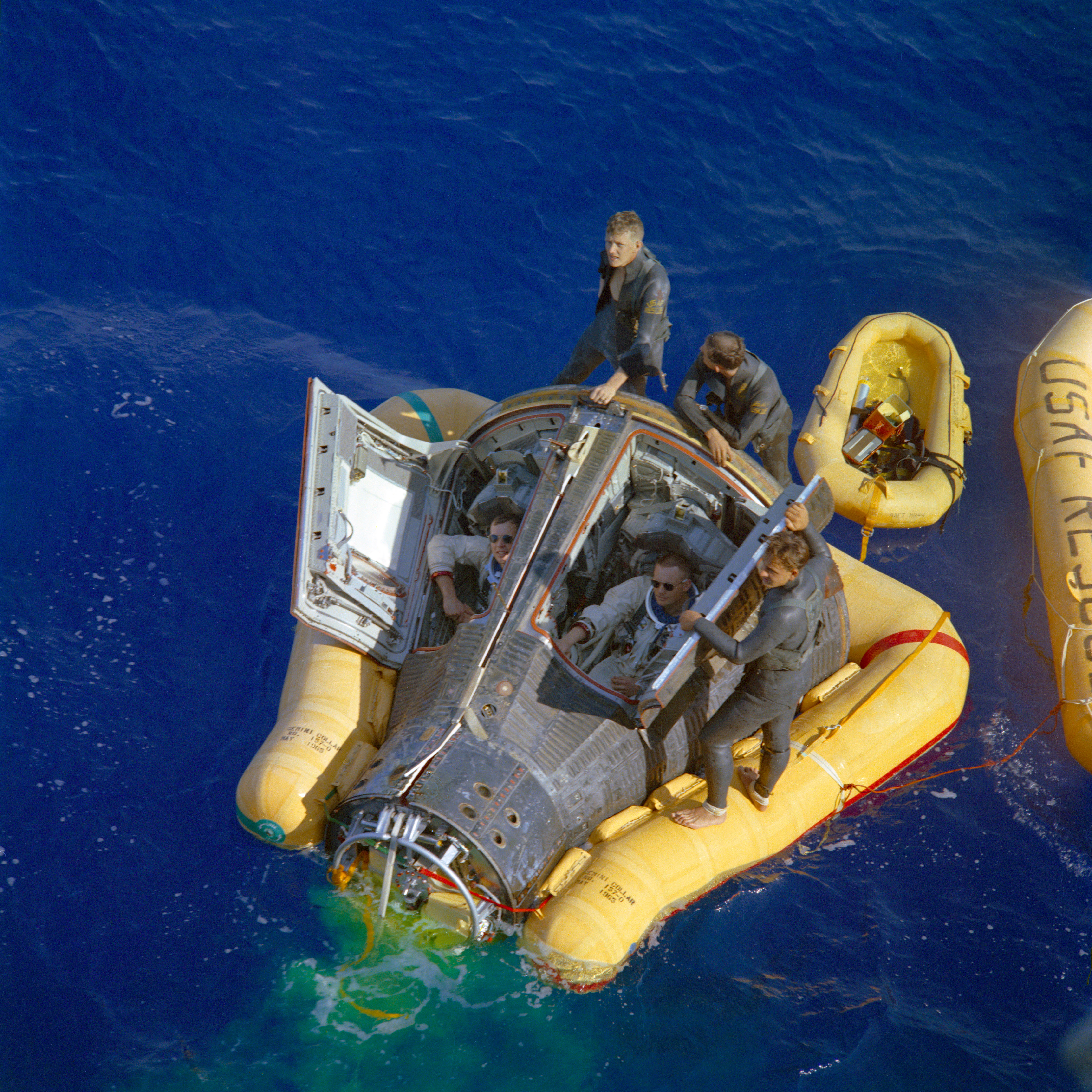
Scott (à gauche) et Armstrong (à droite) dans leur vaisseau après l'amerrissage attendent d'être récupérés par le vaisseau USS Leonard F. Mason.

L'utilisation du système de contrôle d'attitude réservé normalement exclusivement réservé aux manœuvres de rentrée atmosphérique impose l'interruption immédiate de la mission. En effet si ce système rencontre à son tour des problèmes de fonctionnement, l'équipage ne pourra plus orienter son vaisseau dans une direction lui permettant de revenir sur Terre et il sera condamné à rester en orbite. Il était prévu que le vaisseau amerrisse dans l'Océan Atlantique mais l'orbite actuelle du vaisseau Gemini ne permet d'amerrir dans la zone où sont positionnés les navires de récupération que 24 heures plus tard. L’amerrissage se fera donc sur un site de secours situé dans l'Océan Pacifique à environ  800 km de l'île Okinawa (Japon). Le destroyer Leonard F. Mason est dirigé à pleine vapeur vers cette zone. Pendant ce temps Armstrong, rendu nerveux à l'idée que son vaisseau puisse se poser loin du site visé, vérifie plusieurs fois les commandes qui doivent être exécutées pour préparer le retour sur Terre. Les contrôleurs au sol transmettent  à l'équipage de Gemini 8 les instructions de déclenchement des rétrofusées qui doivent permettre d'initier la rentrée atmosphérique en réduisant la vitesse orbitale. La mise à feu doit se faire avec un minutage extrêmement précis pour que le vaisseau se pose à l'endroit prévu. Toutes ces opérations se déroulent de manière nominale et le vaisseau amerrit non loin de l'endroit visé, 10 heures et 41 minutes après avoir décollé de Cape Canaveral. Peu avant plusieurs avions ont décollé depuis des aéroports situés au Japon et l'un d'eux largue trois parachutistes au dessus du vaisseau. Mais la mer est très agitée et ceux-ci tout comme l'équipage sont rendus nauséeux par les mouvements de l'océan. Aussi les hommes-grenouilles mettent près de 45 minutes pour fixer la bouée qui encercle le vaisseau et garantit sa flottaison. Trois heures plus tard le destroyer Mason arrive sur zone et se range le long du vaisseau. Malgré une houle qui atteint quatre à cinq mètres Scott et Armstrong parviennent à se hisser à bord en utilisant une échelle de cordes placée sur le flanc du navire. Les deux astronautes, fatigués et en proie au mal de mer, sont immédiatement pris en charge par le personnel médical. Le navire met le cap sur Okinawa d'où ils sont rapatriés en avion à Hawaï puis sur le continent américain.

## Résultats

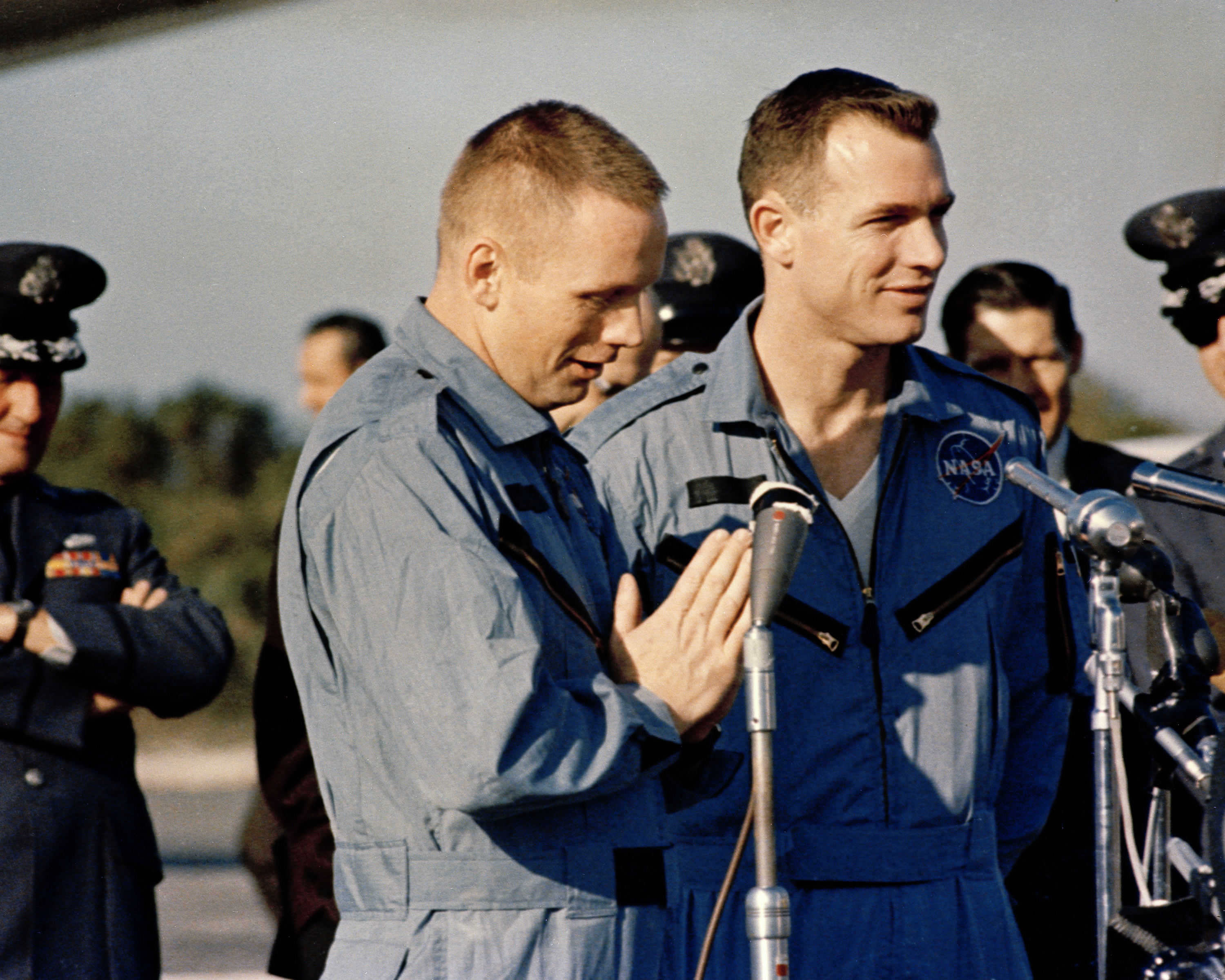
Armstrong (premier plan) et Scott répondent à quelques questions de la presse après leur vol lors de leur escale à Hawaï.

La mission prévue est un semi-échec, mais la NASA en tire un bilan positif : la fusée Agena a parfaitement fonctionné, la capsule Gemini a montré sa maniabilité et l'opération d'amarrage a été réalisée, une des phases essentielles pour le programme Apollo. L'enquête déterminera que les mouvements incontrôlés de la capsule Gemini ont été provoqué par le moteur de contrôle d'attitude numéro 8, dont une valve s'est bloquée en position ouverte à la suite d'un court-circuit. Le constructeur du vaisseau modifia le circuit d'alimentation électrique gérant la mise à feu du moteur-fusée. Armstrong sera félicité pour son sang-froid qui a permis de sauver l'équipage d'une issue qui aurait pu être fatale. Cet événement contribue probablement à son surnom de Mister Cool, comme le surnommaient ses collègues, étant « réputé pour son humour décalé mais surtout son sang-froid, son calme [et] sa capacité à prendre la bonne décision ». Il sera sélectionné pour mener la première mission à la surface de la Lune (Apollo 11) et démontrera une fois de plus durant celle-ci ses capacités en menant à bien cette mission malgré le quasi épuisement des ergols lors de la dernière phase de l'atterrissage.

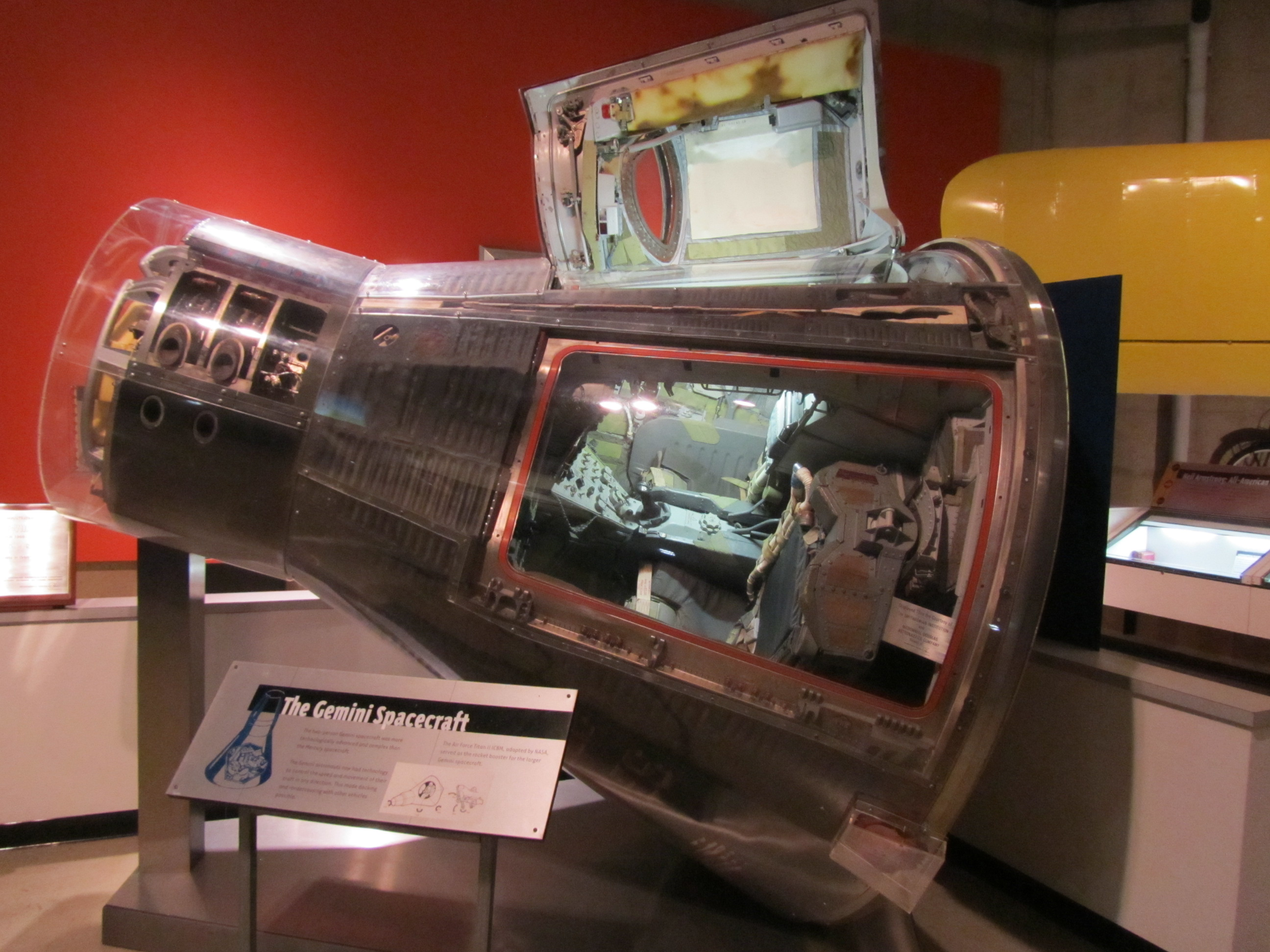
le vaisseau Gemini est exposé au Neil Armstrong Air and Space Museum.

Depuis 2010, le vaisseau Gemini utilisé par la mission est exposée au Neil Armstrong Air and Space Museum, Wapakoneta, Ohio, États-Unis.